# William Stanley (Erfinder)

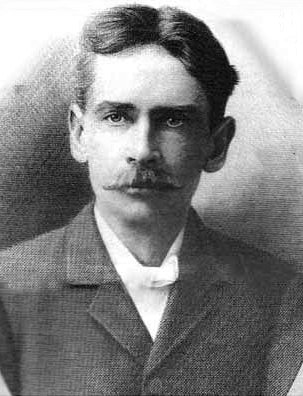
William Stanley Jr.

William Stanley Jr. (* 28. November 1858 in Brooklyn, New York; † 14. Mai 1916 in Great Barrington) war ein amerikanischer Erfinder.
Stanley wurde als Sohn eines Rechtsanwaltes geboren. An der Yale University studierte er ab 1876 bis 1881 Rechtswissenschaft. 1882 trat er bei dem Erfinder Hiram Maxim eine Stelle für ein Jahr an, danach beschäftigte er sich zwei Jahre mit verschiedenen Glühlampen. Dabei erfand er eine Vakuumpumpe zum Absaugen der Luft aus dem Glaskolben von Glühlampen. Ende 1884 nahm er eine Stelle bei George Westinghouse in der Firma Westinghouse Electric in Pittsburgh an.
Stanley entwickelte ab 1885 wesentliche Verbesserungen an Lucien Gaulards und John Dixon Gibbs’ „Induktionsspule“ genannten Gerät zur Wechselstrom-Umformung durch, die zu einem praktisch einsatzfähigen Transformator führten. 1886 baute Stanley verschiedene Wechselstrommaschinen.
Im Jahr 1890 gründete er seine eigene Firma Stanley Electric Manufacturing Co. in Pittsfield in Massachusetts, welche 1903 von General Electric aufgekauft wurde. 1912 erhielt er die Edison-Medaille.

## Patente

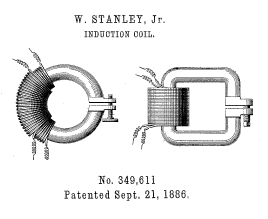
Abbildung aus Stanleys US-Patent Nr. 349,611 zu dem ersten praktikablen Transformator, betitelt als Induction coil

William Stanley, Jr. konnte im Laufe seines Lebens 130 Patente im Bereich elektrotechnischer Geräte anmelden. Die drei wichtigsten Patente sind:
- Patent  US323372: Carbon for incandescent lamps. Veröffentlicht am 28. Juli 1885, Erfinder: William Stanley.‌
- Patent  US349611: Induction coil. Veröffentlicht am 21. September 1886, Erfinder: William Stanley.‌
- Patent  US363559: Incandescent electric lamp. Veröffentlicht am 24. Mai 1887, Erfinder: William Stanley.‌